# Novo homem soviético
O Novo homem soviético refere-se a um objetivo teórico de vários regimes soviéticos para transformar cultural, étnica e linguisticamente os diversos povos da União Soviética em um único povo: o povo soviético.
Antes dos anos 1920, a Rússia havia passado por uma guerra envolvendo perdas assombrosas, uma revolução traumática e a divisiva guerra civil. Os problemas do analfabetismo e o retrocesso econômico que o país enfrentava eram enormes. Psicólogos como Vygotsky, que estavam comprometidos com os objetivos do novo regime, esperavam encontrar uma maneira de criar "um Novo Homem Soviético" com base na teoria da mente que atribuiu importância primordial ao papel de sociedade.
As bases filosóficas e as metas fundamentais da educação soviética estavam intimamente ligadas e poderiam ser expressadas por meio de duas palavras russas: vospitanie (educação ou criação) e obrazovanie (educação formal). A ideologia marxista-leninista, base filosófica da educação soviética, enfatizou a educação apropriada dos jovens para se criar o "novo homem soviético". Para este fim, o sistema escolar deu a maior parte da formação do caráter, incutindo e reforçando a ética e as morais marxistas-leninistas, começando pela educação infantil e o jardim de infância e continuando durante todo o processo de escolarização. Lênin destacou o objetivo moral da educação declarando, após a Revolução Bolchevique: "O propósito principal de treinar, educar e ensinar os jovens de hoje deve ser o de imbuí-los com a ética comunista." As escolas ensinaram as crianças sobre as principais virtudes socialistas, tais como o amor pelo trabalho, a visão de vida ateísta (ver: ateísmo marxista-leninista), o patriotismo soviético e a devoção à terra natal, e a primazia pela coletividade, ou seja, a necessidade de se colocar os interesses da sociedade acima dos individuais.